# MY LONELY TOWN
《MY LONELY TOWN》，是日本樂團B'z的第47張單曲

## 簡介
- 第17張專輯MAGIC發行前先行發售
- PV在長崎縣端島拍攝
- 最終銷量約23.1萬張。

## 製作人員
- 松本孝弘：吉他・全曲作曲・編曲
- 稲葉浩志：主唱・全曲作詞
- Shane Gaalaas：鼓（#1,2）
- Barry Sparks：貝斯（#1,2）
- 小野塚晃：鋼琴（#2）
- TAMA MUSIC Strings：ストリングス（#1,2）
- KOZUE HAYASHI：ストリングス（#1,2）
- 寺地秀行：全曲編曲

## 收錄曲
CD
- 1.MY LONELY TOWN (3:38)
- 2.美麗的眼淚（綺麗な涙） (4:14)
- 3.一部分與全部 -Ballad Version-（イチブトゼンブ -Ballad Version-）(3:22)

DVD（初回限定盤のみ）
- 「MY LONELY TOWN」MUSIC VIDEO

## 主題曲
- 富士電視台系電視劇『ブザー・ビート〜崖っぷちのヒーロー〜』插曲。（#3）

## 收錄專輯
- 《MAGIC》（#1）